# اكا

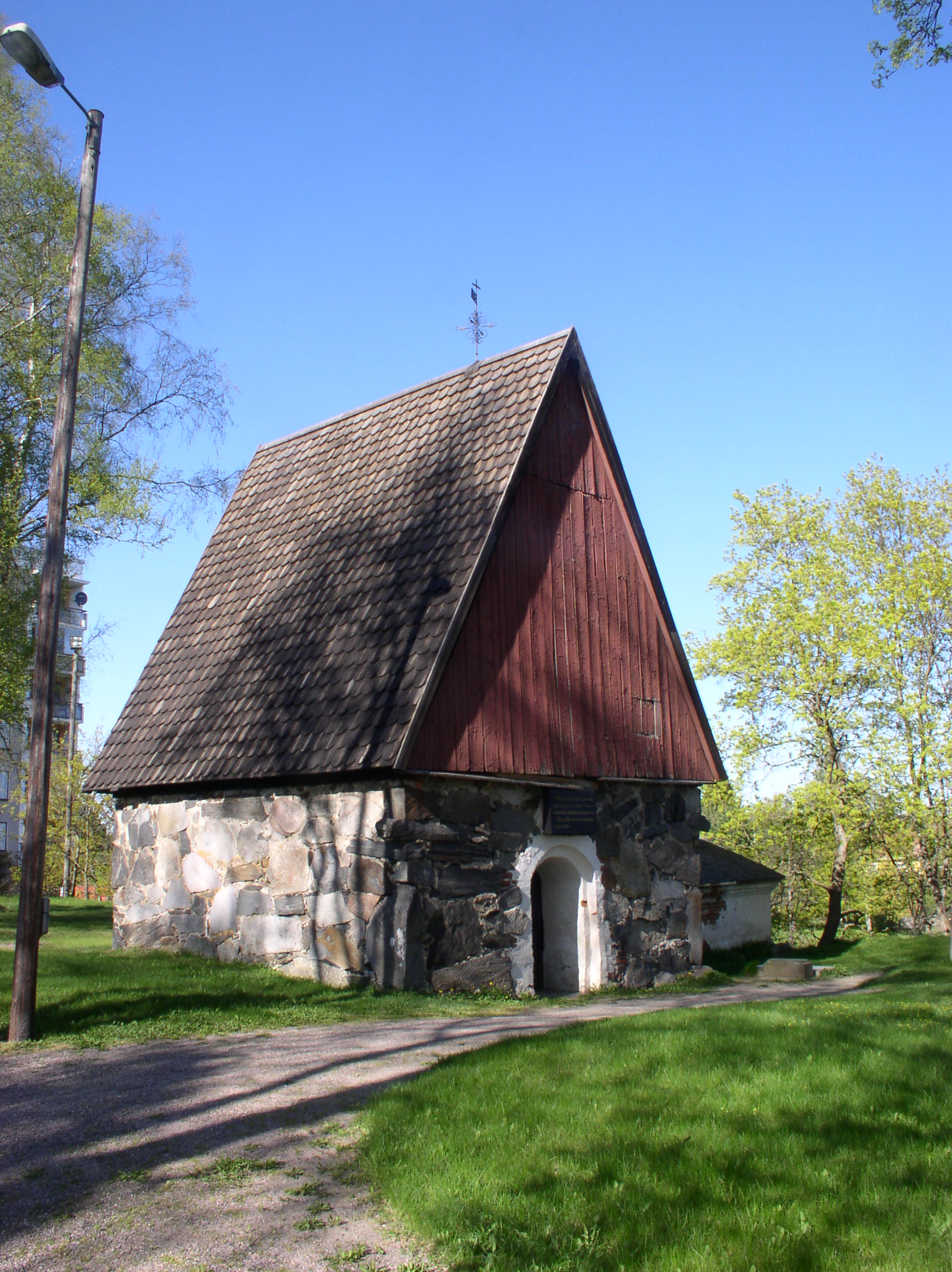
خزانة الحجر في القرون الوسطى في اكا

اكا هي مدينة و بلدية في بيركانما، فنلندا. أنشئت في 1 يناير عام 2007 عندما اتحدت بلدة تويجالا وبلدية فيجالا في مدينة واحدة. وتوحدت بلدية كايلماكوسكي مع اكا في 1 يناير 2011.
بعد التحويل بلغ عدد سكانها 17028 في (30 نوفمبر 2014) وتغطي مساحة قدرها 314.38 كيلومتر مربع (121.38 ميل مربع) منها 21.24 كيلو متر مربع (8.20 ميل مربع) هو الماء. وتبلغ الكثافة السكانية 58.09 نسمة لكل كيلومتر مربع (150.5 / ميل مربع).
تقع اكا، وكذلك بلدة تويجالا والبلدية السابقة فيجالا بالبحيرة فاناجافسي، وهو مجرى مائي الأكثر مركزية في المنطقة تافاستيا وكذلك في الأجزاء الجنوبية من المنطقة بيركانما.

## وصلات خارجية
- Town of Akaa – Official website